# 太陽にほえろ!ベスト オリジナル・サウンドトラック
『太陽にほえろ!ベスト オリジナル・サウンドトラック』（たいようにほえろ ベスト オリジナル・サウンドトラック）は、井上堯之バンドの日本テレビ系テレビドラマ『太陽にほえろ！』のサウンドトラックである。

## 解説
放送4周年記念盤として発売された。
全曲の楽譜がついた。

## 収録曲
※　全作曲・編曲：大野克夫

### SIDE-A
1. 太陽にほえろ！メインテーマ
2. 冒険のテーマM2
  - 後に「ボンボン刑事　冒険のテーマ」に改題。
3. 追跡のテーマM1
4. 情熱のテーマM1
  - 後に「テキサス刑事のテーマ」に改題。
5. アクション
6. 怒りのテーマ
  - PYGの「お前と俺」をアレンジした曲。
7. 希望のテーマ
8. 行動のテーマ
  - 後に「マカロニ刑事のテーマ」に改題。

### SIDE-B
1. 冒険のテーマM1
  - 後に「ボンボン刑事のテーマ」に改題。
2. 幸福のテーマ
3. 尾行のテーマ
4. 追跡のテーマM2
5. 新「愛」のテーマ
6. 青春のテーマ
  - 後に「ジーパン刑事のテーマ」に改題。
7. 情熱のテーマM2
  - 後に「テキサス刑事　情熱のテーマ」に改題。
8. 衝撃のテーマ
9. 愛のテーマ

## 発売履歴
| 発売日        | レーベル                 | 規格 | 規格品番 | 備考 |
| ------------- | ------------------------ | ---- | -------- | ---- |
| 1976年3月21日 | ポリドールレコード       | LP   | MR-7012  |      |
| 1992年10月1日 | ユニバーサルミュージック | CD   | POCH1151 |      |